# Gheorghe Dinică

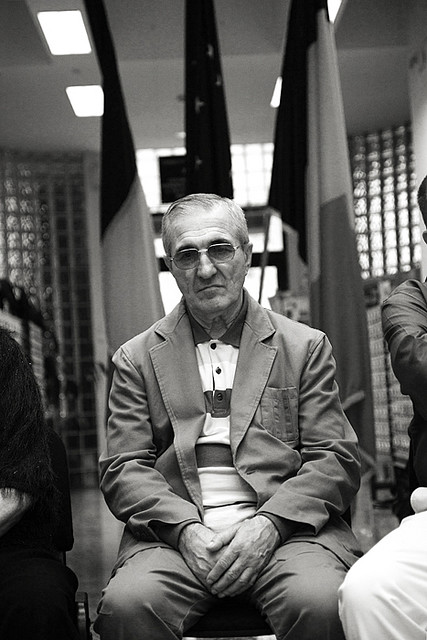
Gheorghe Dinică, 2008

Gheorghe Dinică (* 1. Januar 1934 in Bukarest; † 10. November 2009 ebenda) war ein rumänischer Schauspieler.

## Leben
Dinică spielte bereits seit seinem 17. Lebensjahr Theater, zunächst in verschiedenen Amateurtheatergruppen. Ab 1957 absolvierte er eine professionelle Schauspielausbildung am Institutul Național de Artă Teatrală și Cinematografică București in Bukarest. 1961 schloss er dort die Ausbildung mit seinem Diplom als Schauspieler ab.
Dinică arbeitete am Anfang seiner Karriere als Bühnendarsteller. Er hatte verschiedene Theaterengagements. Sein Bühnendebüt gab er 1961 als Inspector Goole in dem Theaterstück Ein Inspektor kommt von John B. Priestley. Von 1961 bis 1967 spielte er am Teatrul de Comedie in Bukarest und von 1968 bis 1969 ebenfalls in Bukarest am Teatrul Bulandra. Ab 1972 war er festes Ensemblemitglied am Teatrul Național I. L. Caragiale in Bukarest. 2002 wurde er zum Ehrenmitglied des Theaters ernannt.
Als Theaterdarsteller spielte Dinică ein breites Repertoire, das Stücke von William Shakespeare, die großen russischen Dramatiker wie Anton Tschechow und Maxim Gorki, insbesondere aber auch die Stücke der Moderne und des zeitgenössischen Theaters umfasste. Von den Theaterautoren des 20. Jahrhunderts spielte er Stücke von Eugène Ionesco, Samuel Beckett, Friedrich Dürrenmatt und Brian Friel. In Rumänien erlangte er besondere Bekanntheit durch sein Mitwirken in dem Stück Take, Ianke și Cadâr, einer rumänischen Komödie von Victor Ion Popa aus dem Jahr 1933 über die Freundschaft dreier Männer: eines Christen, eines Juden und eines türkischen Muslims.
Gastspiele als Theaterschauspieler führten ihn unter anderem nach Paris, Belgrad, Venedig, Florenz und nach Israel.
Dinică spielte im Laufe seiner Karriere in fast 80 Filmen und wirkte in zahlreichen Fernseh- und Rundfunksendungen mit. Er beherrschte ein weites Rollenspektrum, zu dem unter anderem Bösewichter, zwielichtige Politiker und trotzige rumänische Zigeuner gehörten.
1963 gab er sein Filmdebüt in Mihai Iacobs rumänischer Produktion Străinul, einer Filmadaption des Romans Der Fremde von Albert Camus. Es folgten zahlreiche Rollen in fast allen Filmgenres, in Thrillern, Historienfilmen, Kriegsfilmen, Melodramen und Kriminalfilmen. Mit Stuart Whitman spielte er 1976 in dem Actionfilm Des Teufels verlorene Söhne (Das Nest der Salamander). In dem französischen Fernsehfilm L’homme pressé übernahm er 2005 an der Seite von Anthony Delon und Mathilda May die Rolle des Zacharie Regencrantz. In den letzten Jahren spielte Dinică unter anderem in den rumänischen Telenovelas Inimă de țigan (Heart of a Gypsy) und Regina. Seine letzte Fernsehrolle hatte er als alternder General der Reserve Grigorie Vulturesco in dem rumänischen Fernseh-Mehrteiler Aniela.
Er wurde häufig als der rumänische Robert De Niro bezeichnet, aufgrund seiner Ähnlichkeit mit dem amerikanischen Schauspieler.
Dinică trat auch als Musiker und Sänger hervor. In der Tradition von Maria Tănase stehend, interpretierte er rumänische Volkslieder, Liebeslieder und Chansons. Diese wurden auch auf CD veröffentlicht.
Für seine künstlerische Arbeit wurde Dinică mehrfach mit Theater- und Filmpreisen ausgezeichnet. Er erhielt unter anderem den Filmpreis des Internationalen Filmfestivals Karlovy Vary in der Kategorie „Bester Schauspieler“ (für seine Rolle in Prin cenușa imperiului). Er wurde mit dem rumänischen Orden Serviciul Credincios ausgezeichnet. Zuletzt erhielt er im Jahre 2008 die Ehrendoktorwürde der Universitatea Națională de Artă Teatrală și Cinematografică in Bukarest. Dinică wurde außerdem zum Ehrenbürger der Stadt Bukarest ernannt.
Dinică litt seit vielen Jahren an verschiedenen chronischen Krankheiten. Bereits 2007 musste er sich in Târgoviște einem längeren Krankenhausaufenthalt unterziehen. Es machten sich bei ihm auch erste Anzeichen der Alzheimer-Krankheit bemerkbar. Trotzdem setzte Dinică seine Arbeit als Schauspieler bis kurz vor seinem Tod weiter fort.
Aufgrund einer Lungenentzündung war Dinică seit Oktober 2009 in stationärer intensivmedizinischer Behandlung. Er starb im Alter von 75 Jahren an einem Herzstillstand im Spitalul Clinic de Urgențǎ Floreasca in Bukarest.

## Filmografie (Auswahl)
- 1963: Străinul
- 1964: Der Schatz des Vadul Vechi (Comoara din Vadul Vechi)
- 1967: Der Major und der Tod (Maiorul si moartea)
- 1968: Der Tyrann (Columna)
- 1972: Mit reinen Händen (Cu mîinile curate)
- 1972: Explosion (Explozia)
- 1974: Duell mit der Einsamkeit (Zidul)
- 1974: Ein Kriminalkommissar klagt an (Un comisar acuza)
- 1974: Türkenschlacht im Nebel (Stefan cel mare)
- 1974: Die Wege der Söhne (Tatal risipitor)
- 1975: Sonntag auf brennender Erde (Mastodontul)
- 1976: Drei Tage und drei Nächte (Trei zile si trei nopti)
- 1976: Die Verurteilung (Osinda)
- 1977: Philip, der Gute (Filip cel bun)
- 1977: Im Bus sitzt der Tod (Actiunea "Autobuzul")
- 1978: Dr. Poenaru (Doktorul Poenaru)
- 1978: Das Nest der Salamander (Cuibul salamandrelor)
- 1978: Die Revanche (Revanșa)
- 1982: Alles für das Fußballspiel (Totul pentru fotbal)
- 1983: Orientierungslauf (Concurs)
- 1985: Gefährlicher Flug (Zbor periculos)
- 1985: Sentimentaler Sommer (Vara sentimentala)
- 1986: Cuibul de viespi
- 1989: Lacrima cerului
- 1993: Crucea de piatră
- 1999: Faimosul paparazzo
- 2001: Filantropica
- 2004: Magnatul
- 2005: L’homme pressé
- 2008: Heart of a Gypsy (Inimă de țigan)
- 2008–2009: Regina (Fernsehserie)
- 2009–2010: Aniela (Fernsehmehrteiler)